# Joachim Haspinger
Joachim Simon Haspinger (San Martino in Casies, 28 ottobre 1776 – Salisburgo, 21 gennaio 1858) è stato un religioso e un patriota tirolese, che prese parte all'Insorgenza tirolese.

## Biografia
Joachim Haspinger, figlio di contadini, frequentò il ginnasio a Bolzano. Già all'età di 19 anni entrò nelle truppe di una compagnia di Schützen, dove si fece notare per il suo coraggio (e per la sua folta barba: era infatti soprannominato padre barbarossa, in tedesco Rotbart). Lottò contro i francesi nel 1796, 1797 e 1799-1801, tanto da meritarsi una medaglia al valore.
Dal 1799 al 1802 Haspinger iniziò a studiare filosofia presso l'università di Innsbruck e nello stesso anno entrò nell'Ordine dei Frati Minori Cappuccini, diventando ufficialmente, il 1º settembre 1805, padre Joachim.
S'impegnò subito attivamente nel ruolo di cappellano militare nelle guerre d'indipendenza dei tirolesi nel 1809.
Il frate, con l'appoggio dell'oste Peter Mayr e di Johann Kolb, riuscì a convincere Andreas Hofer, malgrado la situazione disperata, a riprendere la guerra. Durante i combattimenti padre Joachim fu anche comandante di una compagnia di Schützen, con la quale contribuì fortemente alla vittoria della battaglia al Bergisel di Innsbruck, il 13 agosto 1809.
Dopo la fucilazione di Hofer, Haspinger si diede alla fuga attraverso l'Italia settentrionale (trascorse nove mesi al Castello di Cengles nei pressi di Lasa in Val Venosta) e, passando per la Svizzera, riuscì a raggiungere Vienna, dove chiese aiuto e protezione all'imperatore Francesco II il 2 novembre 1810, il quale gli accordò protezione.
Tra il 1810 e il 1812 Haspinger fu parroco della chiesa di Maria di Loreto a Jedlesee, nei pressi di Vienna. Nel 1811 Haspinger fu nominato sacerdote dall'imperatore d'Austria Francesco II. Una volta sacerdote, Haspinger rimase ancora per altri due mesi nel Convento dei Cappuccini e nel 1812 gli fu commissionata una missione segreta per valutare l'organizzazione di una nuova insurrezione in Tirolo, ma non ne venne fuori nulla.
Da religioso invece continuò la sua opera di curatore d'anime fino al 1836 in varie zone della Bassa Austria (fino al 1815 a Traunfeld) poi fino al 1854 in altre diocesi austriache, tra cui la diocesi di Hietzing, nei pressi di Vienna.
Nel 1854 l'Imperatore Francesco Giuseppe gli assegnò un appartamento d'onore al Castello di Mirabell di Salisburgo, dove rimase per 4 anni, dal 4 settembre 1854 al 12 gennaio 1858, quando morì all'età di 84 anni.
Grazie ad un decreto del presidio di luogotenenza, nel 1859 si decise di riesumare le spoglie di Padre Haspinger (oltre a quelle di Josef Speckbacher), che furono trasferite accanto al monumento che custodisce quella di Hofer, nella Hofkirche d'Innsbruck.

## Monumenti
Esistono nella storica regione del Tirolo diversi monumenti e dipinti che raffigurano padre Joachim. Tra i più famosi:
- la statua di bronzo nella piazza di San Martino in Casies, ad opera di Othmar Winkler;
- la targa commemorativa presso il castello Mirabell di Salisburgo;
- il famoso dipinto Haspinger Anno Nove che raffigura un frate con in mano una croce ed una spada, che porta in guerra la popolazione, custodito nell'Haspingerhof[3];
- la statua in suo onore, nell giardino dei cappuccini di Chiusa.

## La casa natale
L'abitazione dove nacque padre Joachim Haspinger è nota come maso Haspingerhof o Keil, accanto al quale sorge una cappella di Sant'Antonio e un granaio. L'abitazione in sé ha un piano terra ed un piano rialzato sempre in muratura, un timpano costruito a blockbau di legno, un balcone continuo, una porta ogivale in muratura, un corridoio con volta a botte e lunette, una cucina e un corridoio del piano rialzato voltati a botte, e una stube con rivestimento di legno in stile barocco con soffitto a scomparti. Si può far risalire la sua costruzione al 1638.